# Буцер, Мартин
Мартин Буцер (нем. Martin Bucer или Butzer; 11 ноября 1491, Шлеттштадт — 1551, Кембридж) — немецкий богослов и проповедник, глава Реформации в вольном имперском городе Страсбурге Священной римской империи, профессор в Кембридже.

## Биография
В 1505 году принял постриг в монастыре доминиканцев. Через 12 лет был переведён в Гейдельберг, что позволило ему обучаться в местном университете, овладеть греческим и еврейским языками.
После личного знакомства с Мартином Лютером стал ярым последователем Реформации, активно в ней участвовал при поддержке Франца фон Зиккингена. Оставив орден, женился на бывшей монахине и стал пастором в Ландштуле.
C 1523 года возглавлял проведение реформации в Страсбурге, где в течение многих лет был наиболее авторитетным богословом, так что имя Буцера стало знаменем Реформации в этом городе.
Наряду с исповеданием Цвингли, в 1530 году четыре вольных имперских города: Страсбург, Констанц, Мемминген и Линдау подали на Аугсбургском сейме составленное Мартином Буцером в соавторстве с Вольфгангом Капитоном «Тетраполитанское исповедание» («Исповедание четырёх городов», «Confessio tetrapolitana»).
По теологическим взглядам занимал промежуточную позицию между Лютером и Цвингли, в том числе пытался примирить их позиции. Однако в вопросе о причастии и предопределении занимал более радикальную позицию, чем Лютер, так что можно говорить о влиянии взглядов Буцера на теологию Кальвина (которого он приютил в Страсбурге в 1538 году). Начатые Буцером переговоры между реформатами и лютеранами по вопросу о евхаристии привели к заключению Виттенбергского согласия, над текстом которого он работал с Филиппом Меланхтоном. Оппонируя антитринитариям, Буцер публично заявлял со своей кафедры, что Сервета «надо разорвать на куски».
Считающийся ранним представителем экуменизма Буцер отстаивал мнение, что католиков Священной Римской империи можно склонить на сторону Реформации. На ряде конференций, организованных Карлом V, пытался объединить протестантов и католиков в немецкую национальную церковь, отдельную от Рима, но в этом не преуспел.
В 1539 году едва ли не первым в Германских землях установил в городском соборе на Рождество ель с украшениями.
В 1549 году из-за столкновений с властями города был вынужден покинуть Страсбург и по приглашению архиепископа Томаса Кранмера навсегда перебрался в Англию, помогал Кранмеру, в том числе давал советы по Книге общих молитв. Скончался на 60-м году жизни в Англии.